# 国際学士院大学
国際学士院大学（こくさいがくしいんだいがく、英称:The International Academy of Education University）は、米国カリフォルニア州に本部がある通信制大学である。カリフォルニア州にて大学認可証を取得している。
「国際学士院大学は、中世のケンブリッジの学者を中心に組織された、ヨーロッパで最も古く権威のある学術団体を起源とする大学院大学である」と自称している。
既成の概念に捕らわれることなく、柔軟で幅広い価値観で、学術・研究に取り組んでゆくことを掲げ、以下を始めとした様々な学術活動を行っている。
一、世界各国の大学との姉妹協定（学術交流）
一、各国もち回りでの、テーマを決めての世界大会の開催（環境や平和等）
一、それぞれの専門分野での、人類の幸福と世界平和のための、功績顕著な個人の顕彰（世界最高功労賞）
一、すぐれた研究、技術、商品などの国際認定
一、フェロー、アカデミシャン、ドクター等、学位の認定
一、その他
北九州市の「秀蓮氣功師学院」が米国財団法人国際学士院・日本校として存在している。